# Palicourea roseofaucis
Palicourea roseofaucis är en måreväxtart som beskrevs av Charlotte M. Taylor. Palicourea roseofaucis ingår i släktet Palicourea och familjen måreväxter.
Artens utbredningsområde är Panamá. Inga underarter finns listade i Catalogue of Life.